# Burton Jastram
Burton Albert Jastram, ameriški veslač, * 5. junij 1910, † 20. maj 1995.
Jastram je leta 1932 na Poletnih olimpijskih igrah v Los Angelesu veslal v osmercu, ki so ga sestavljali študenti Univerze Berkeley. Ameriški čoln je osvojil zlato medaljo. 
Leta 1969 so bili člani tega osmerca sprejeti v ameriški veslaški hram slavnih. 